# Ricardo Pavoni
Elbio Ricardo Pavoni Cúneo (ur. 8 lipca 1943) – piłkarz urugwajski noszący przydomek El Chivo, lewy obrońca. Wzrost 167 cm, waga 64 kg.

## Życiorys
Pavoni urodził się w Montevideo, a pierwsze kroki w piłkarskiej karierze stawiał w klubie Defensor Sporting. Nie widząc dla siebie przyszłości w futbolu, postanowił zakończyć grę w piłkę i zostać krupierem w kasynie gry. Nie doszło do tego, gdyż otrzymał propozycję gry w potężnym argentyńskim klubie CA Independiente.
Przybył do Independiente w wieku 21 lat, by zastąpić swego ciężko kontuzjowanego rodaka Tomása Rolana. Nikt wtedy nie mógł przewidzieć, że gra Pavoniego sprawi, iż kibice klubu całkowicie zapomną o Rolanie. Pierwszy mecz w barwach Independiente Pavoni rozegrał 24 marca 1965 w ramach turnieju Copa Libertadores 1965 przeciwko Boca Juniors, wygrany przez drużynę Independiente 2:0.
Z nowym klubem wkrótce sięgnąć miał po największe trofea w światowym futbolu, stając się jedną z gwiazd wszech czasów Independiente. Był lewym obrońcą, często określanym mianem lidera i symbolu drużyny Independiente. Pomimo że był obrońcą, zdobył dla klubu 57 bramek.
Przez 12 sezonów spędzonych w Independiente (1965-1976) był prawdziwym idolem kibiców. Szczególnie wielkie wrażenie robiły na widzach jego imponujące rajdy prowadzone na lewym skrzydle oraz rzuty wolne wykonywane lewą nogą z wielką precyzją, często kończące się zdobyciem bramki dla drużyny. Jest uważany przez wielu za piłkarza reprezentującego wzorcowe cechy urugwajskiego futbolu.
Pavoni wraz z Independiente odniósł wiele sukcesów – trzykrotnie zdobył mistrzostwo Argentyny, 5 razy wygrał turniej Copa Libertadores, trzykrotnie triumfował w Copa Interamericana oraz raz zwyciężył w walce o Puchar Interkontynentalny.
W najbardziej prestiżowym turnieju klubowym Ameryki Południowej, Copa Libertadores, Pavoni w barwach Independiente w latach 1965-1976 rozegrał 59 meczów i zdobył 6 bramek.
Był w kadrze „40” reprezentacji Urugwaju przed finałami mistrzostw świata w 1966 roku. Wziął udział w finałach mistrzostw świata w 1974 roku, gdzie Urugwaj odpadł już w fazie grupowej. Zagrał we wszystkich trzech meczach – z Holandią, Bułgarią (zdobył bramkę) i Szwecją.
Nigdy nie wziął udziału w turnieju Copa América.
Od 15 sierpnia 1962 do 23 czerwca 1974 rozegrał w reprezentacji Urugwaju 13 meczów i zdobył 2 bramki
Po zakończeniu kariery pracował w klubie Independiente jako trener rezerw i drużyn młodzieżowych. W kilku przypadkach opiekował się także pierwszym zespołem klubu.

## Sukcesy
| Sezon | Klub          | Tytuł                          |
| ----- | ------------- | ------------------------------ |
| 1965  | Independiente | Copa Libertadores 1965         |
| 1967  | Independiente | Mistrz Argentyny Nacional      |
| 1970  | Independiente | Mistrz Argentyny Metropolitano |
| 1971  | Independiente | Mistrz Argentyny Metropolitano |
| 1972  | Independiente | Copa Libertadores 1972         |
| 1973  | Independiente | Copa Interamericana            |
| 1973  | Independiente | Copa Libertadores 1973         |
| 1973  | Independiente | Puchar Interkontynentalny      |
| 1974  | Independiente | Copa Interamericana            |
| 1974  | Independiente | Copa Libertadores 1974         |
| 1975  | Independiente | Copa Libertadores 1975         |
| 1976  | Independiente | Copa Interamericana            |